# Municipio de Home (condado de Newaygo)
El municipio de Home (en inglés: Home Township) es un municipio ubicado en el condado de Newaygo en el estado estadounidense de Míchigan. En el año 2010 tenía una población de 232 habitantes y una densidad poblacional de 2,52 personas por km².

## Geografía
El municipio de Home se encuentra ubicado en las coordenadas 43°46′18″N 85°43′39″O / 43.77167, -85.72750. Según la Oficina del Censo de los Estados Unidos, el municipio tiene una superficie total de 92.23 km², de la cual 86,84 km² corresponden a tierra firme y (5,85 %) 5,39 km² es agua.

## Demografía
Según el censo de 2010, había 232 personas residiendo en el municipio de Home. La densidad de población era de 2,52 hab./km². De los 232 habitantes, el municipio de Home estaba compuesto por el 95,26 % blancos, el 1,29 % eran amerindios y el 3,45 % eran de una mezcla de razas. Del total de la población el 0,86 % eran hispanos o latinos de cualquier raza.